# Sione Lauaki
Sione Lauaki (ur. 22 czerwca 1981 w Haʻapai, zm. 12 lutego 2017 w Auckland) – nowozelandzki rugbysta pochodzenia tongańskiego grający w trzeciej linii młyna, reprezentant kraju, uczestnik Pucharu Świata 2007, mistrz świata juniorów, trzykrotny zwycięzca National Provincial Championship.

## Kariera klubowa
Przeprowadził się do Nowej Zelandii w wieku ośmiu lat. Uczęszczał do Waitakere College, a następnie do Kelston Boys' High School. W tej drugiej zaczął grać w rugby union, wcześniej bowiem uprawiał odmianę league w klubie Waitemata Seagulls, a do pierwszego zespołu trafił w 1998 roku pozostając w nim także rok później. W latach 1999–2000 występował w reprezentacji szkół Auckland, w 1998 roku zaś grał w jej drużynie rezerw.
Na poziomie klubowym związany był z Waitemata Rugby Football Club, z którym w 2003 roku zdobył Gallaher Shield – trofeum w rozgrywkach Auckland Rugby Football Union. W 2000 roku grał także we francuskim zespole Tours w Fédérale 2. W 2001 roku znalazł się w zespole U-21 Auckland, w seniorskim składzie zadebiutował zaś rok później. Występował w nim w National Provincial Championship do 2004 roku, a zespół triumfował w edycjach 2002 i 2003. Przeniósł się następnie do Waikato, z którym związany był przez kolejne pięć sezonów, włączając w to triumf w roku 2006. Jeszcze grając w Auckland nie został wybrany do składu Blues, zainteresowali się nim jednak włodarze Chiefs i od 2004 roku występował w rozgrywkach Super 12. W 2010 roku pod nieobecność Milsa Muliainy został mianowany kapitanem zespołu. Największym sukcesem Chiefs w okresie jego występów było dojście w 2009 roku do finału rozgrywek, w którym ulegli południowoafrykańskim Bulls.
W 2010 roku negocjował lukratywny kontrakt w Japonii, jednak ze względu na pozaboiskowe problemy zakończone w sądzie rozmowy zostały zerwane, związał się zatem jednoroczną, mniej dochodową umową z francuskim zespołem ASM Clermont Auvergne. Pozostał następnie we Francji i w maju 2011 roku podpisał trzyletni kontrakt z Aviron Bayonnais. W jego barwach rozegrał jednak tylko jeden niepełny sezon, bowiem w lutym 2012 roku w trakcie rutynowych badań ujawniły się problemy z sercem i nerkami, Lauaki zakończył zatem karierę sportową. Z oboma tymi zespołami występował nie tylko w Top 14, lecz też w europejskich pucharach. W 2014 roku pojawiał się na boisku w barwach Waitemata.

## Kariera reprezentacyjna
Lauaki z reprezentacją U-21 dwukrotnie plasował się na podium mistrzostw świata – pierwszym w 2001 i trzecim w 2002.
W 2004 roku znalazł się w składzie Pacific Islanders na ich pierwsze w historii tournée, podczas którego wystąpił w ciągu dwóch tygodni we wszystkich trzech testmeczach – przeciwko Nowej Zelandii, Australii i RPA. W każdym z nich zdobył przyłożenie, a sztuka zdobycia przyłożeń tym trzem zespołom udała się podczas całej kariery jedynie trzynastu zawodnikom. Jego postawa w 2004 roku zwróciła na niego uwagę szkoleniowców All Blacks i w kolejnym roku został zaproszony do udziału w sprawdzianach kadry. Zadebiutował meczem z Fidżi, następnie wystąpił w trzech testmeczach przeciwko British and Irish Lions podczas ich tournée po Nowej Zelandii, sezon reprezentacyjny zakończył zaś ostatnim spotkaniem Pucharu Trzech Narodów i dwoma występami podczas listopadowej wyprawy do Europy.
Odniesiona w trakcie rozgrywek Super 14 kontuzja spowodowała, iż opuścił cały sezon reprezentacyjny 2006, kolejny zaś rozpoczął występami dla Junior All Blacks w zwycięskim Pucharze Narodów Pacyfiku będącym ostatnią szansą na zaimponowanie selekcjonerom kadry przez zbliżającym się Pucharem Świata 2007. Lauaki znalazł się ostatecznie w składzie na ten turniej kosztem Troya Flavella i zagrał w nim w czterech meczach, po ostatnim z nich otrzymując karę zawieszenia, która została następnie cofnięta. Utrzymał miejsce w kadrze na pierwszą część sezonu 2008, jednak wszystkie jego sześć występów nastąpiło z ławki rezerwowych, dodatkowo słaba postawa – w szczególności przeciw Wallabies – spowodowała, iż na kończące sezon mecze w Europie nie został już powołany. W 2009 roku ponownie zwyciężył w Pucharze Narodów Pacyfiku z Junior All Blacks i był to koniec jego międzynarodowej kariery. Ogółem wystąpił w dwudziestu testmeczach – trzech dla Pacific Islanders i siedemnastu dla All Blacks – w obu z nich zdobywając po trzy przyłożenia.

## Varia
- Jeden z dziesiątki rodzeństwa[7], jego brat Epalahame grał w rugby league[64].
- Był sprawcą incydentów, które kończyły się w sądzie:
  - w 2006 roku zaatakował mężczyznę w Hamilton[65]
  - w 2009 roku zdemolował pokój w motelu w Auckland[66][67],
  - w 2010 roku zasnął za kierownicą rozbijając samochód[68],
  - w tym samym roku zaatakował mężczyznę w barze w Hamilton[69],
  - pod koniec 2013 roku był jednym ze sprawców uszkodzenia taksówki w Auckland[70].
- W grudniu 2014 roku poślubił Stephanie[71][72], miał piątkę dzieci[73]. Zmarł otoczony rodziną w szpitalu w Auckland w wieku 35 lat[74][75].